# Palacio Pereni
El palacio Pereni (en ucraniano: Палац Перені; en húngaro: Perényi kastély) es un complejo palaciego que perteneció a los barones de Pereni en la ciudad de Vinojrádiv, Ucrania. 

## Geografía
El palacio está ubicado en la calle Kopanska, 10 de la ciudad de Vinojrádiv en el óblast de Transcarpacia, Ucrania.  

## Historia
Después, en 1557, el ejército real de los Habsburgo asaltó el castillo de Ugocsa en el que se alojaban los Pereni en su conflicto con el principado de Transilvania, por lo que el castillo quedó inhabitable. El barón decidió construir un palacio en la ciudad, no lejos del castillo, para que en caso de peligro fuera posible trasladarse a un lugar más estratégico y seguro. Para ello eligieron un palacio ya existente que, según algunas fuentes, fue construido en el siglo XIV. Inicialmente era de una sola planta, y en el siglo XVII se le añadió un segundo piso. El primer piso se utilizaba para necesidades económicas, el segundo piso para vivienda y un gran salón. El último albergaba un fresco con la imagen del Judío errante y de Ester. En el siglo XVIII el palacio adquirió su aspecto moderno.
El 16 de agosto de 1848 el barón Zygmond Pereni fue arrestado el propietario del palacio. Según una leyenda popular, el barón, al salir del palacio por última vez, dio orden de no cerrar las puertas hasta su regreso.
Después del arbitraje de Viena de 1938, el primer ministro de la Ucrania de los Cárpatos, Avgustin Voloshin, intentó sin éxito cambiar sus propiedades en Eslovaquia, parte de las cuales pasó a formar parte de Hungría, por el Palacio Pereni.Los descendientes de la familia Pereni fueron propietarios del palacio hasta 1944, cuando fue confiscado por las autoridades soviéticas. En la década de 1950 se produjo un incendio en el palacio que destruyó el techo del gran salón del segundo piso. En 1978, la torre sureste se derrumbó y las pinturas que había allí se perdieron. Al año siguiente se restauró la torre y su suelo barroco.
Tras la independencia de Ucrania, el palacio alberga el Departamento de Educación, Juventud y Deportes del ayuntamiento de Vinojrádiv.

## Arquitectura
El palacio se considera una de las estructuras más antiguas de este tipo en Transcarpacia. El edificio es bastante grande, macizo, rectangular y de dos pisos. Las torres cuadrangulares de las esquinas tienen una finalidad arquitectónica y decorativa más que defensiva. Numerosas restauraciones y reconstrucciones le han dado al palacio un aspecto barroco, de modo que ahora nadie puede decir cómo era al principio. En la parte frontal hay un elegante portal, encima, sobre un frontón alto, se encuentra el escudo de armas de los barones de Pereni. El tejado es elevado, barroco, cubierto de tejas. Los muros del palacio son gruesos y macizos, las habitaciones son relativamente bajas y los techos son abovedados. Debajo del edificio hay amplios sótanos abovedados. 
El palacio está situado en medio de un antiguo parque, que tiene muchos árboles traídos por los barones.

## Galería

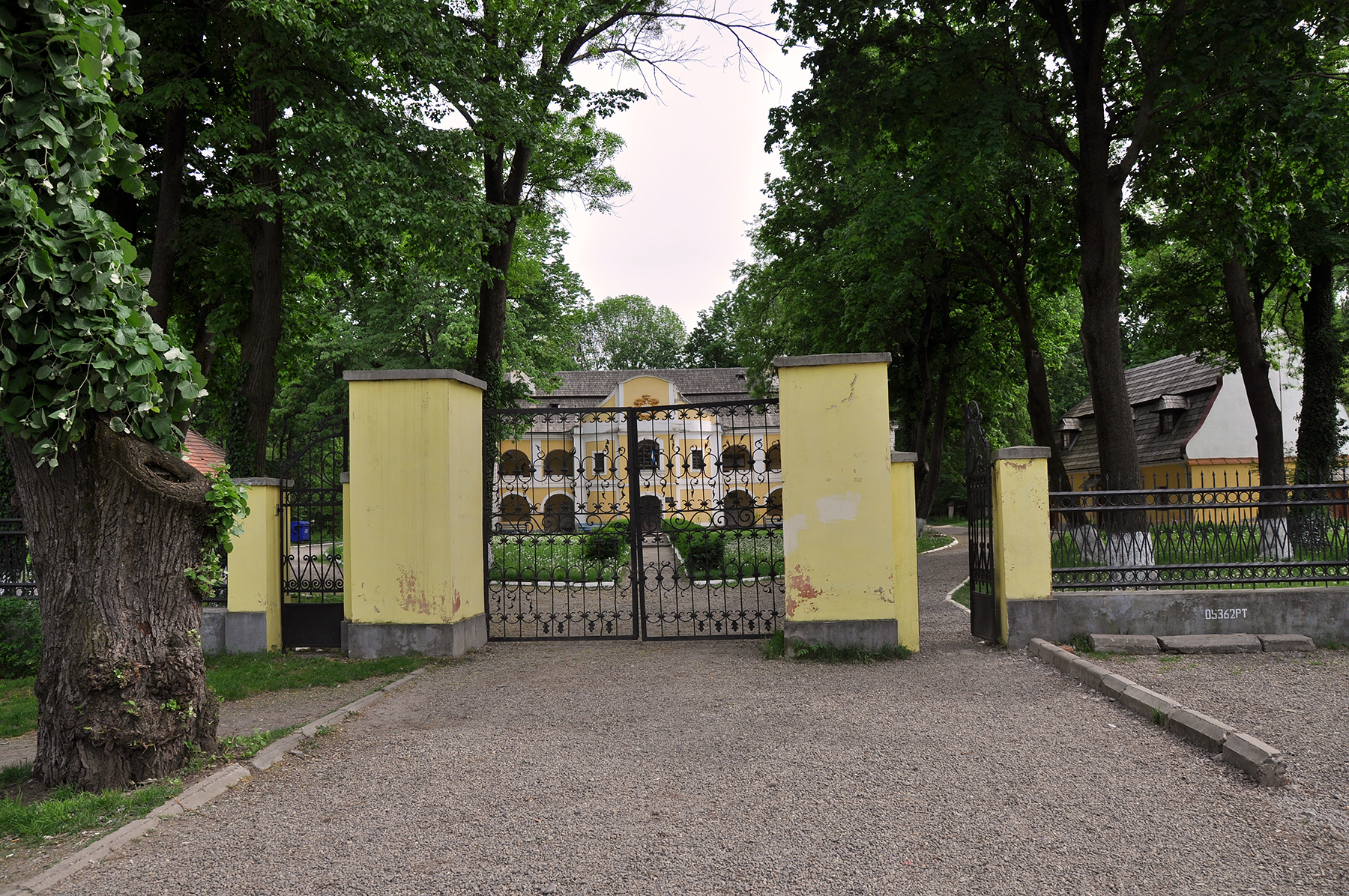
Puertas del Palacio Pereni
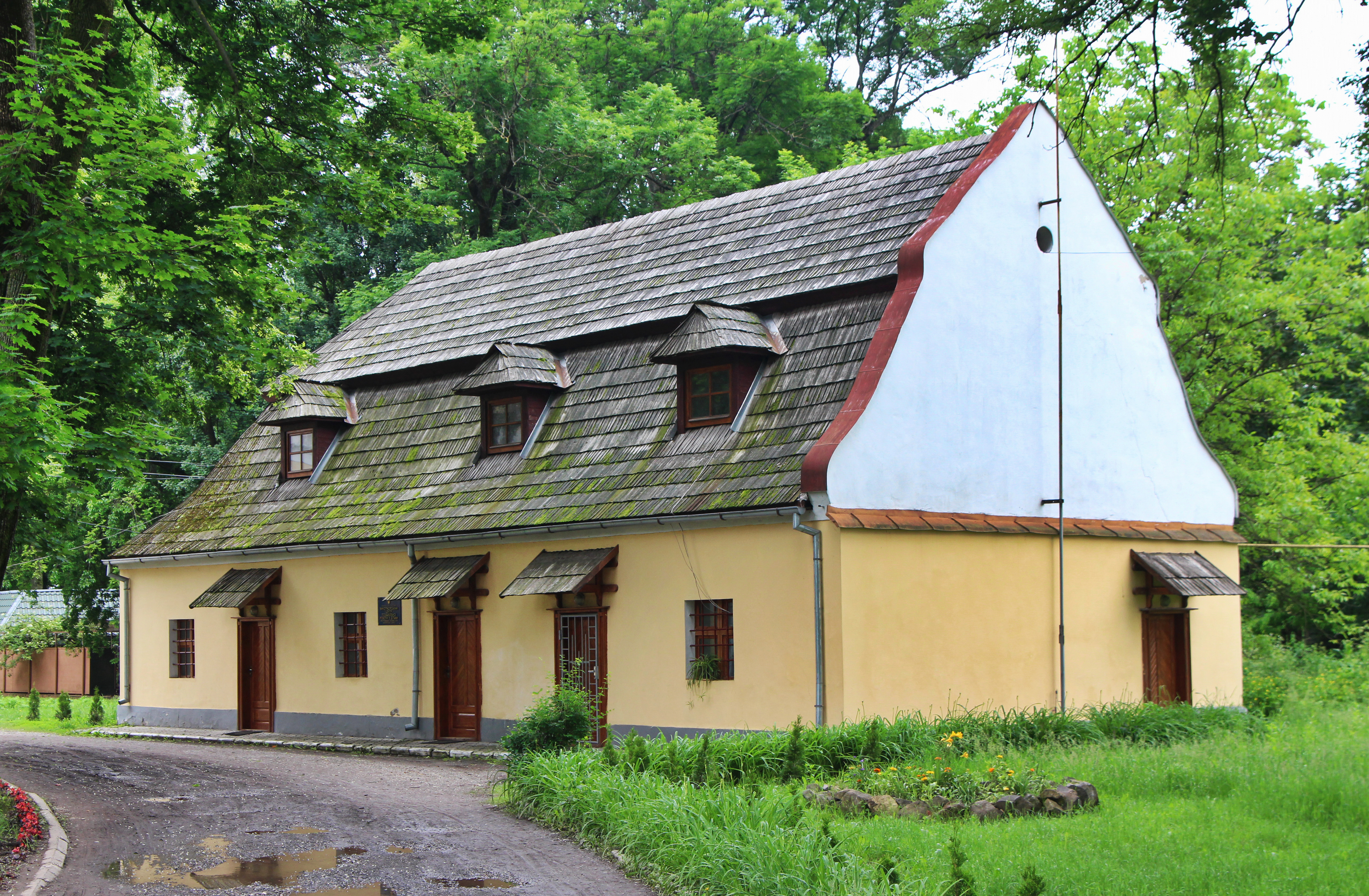
Antigua ala de los sirvientes de los barones de Pereni
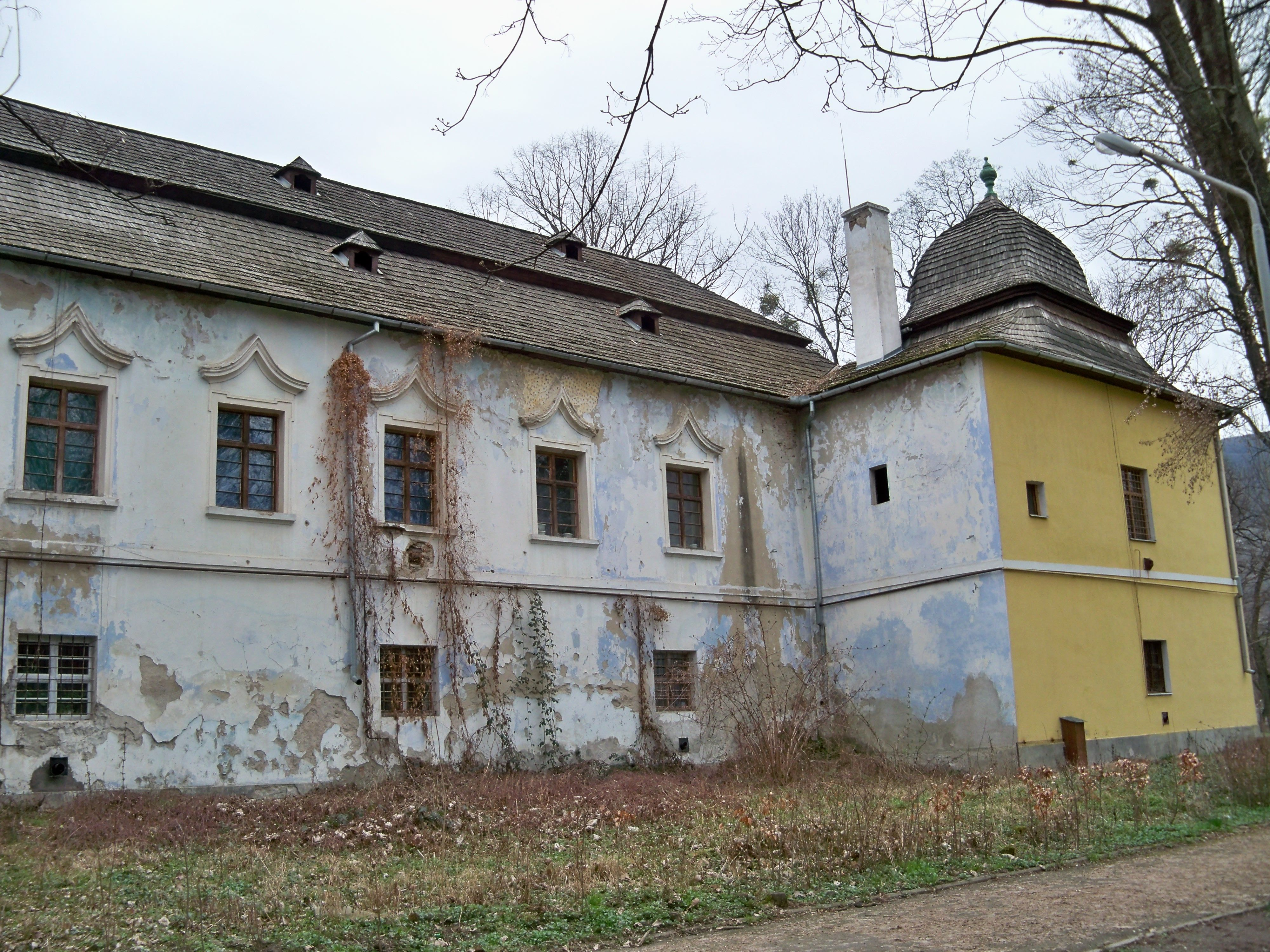
Vista trasera del palacio
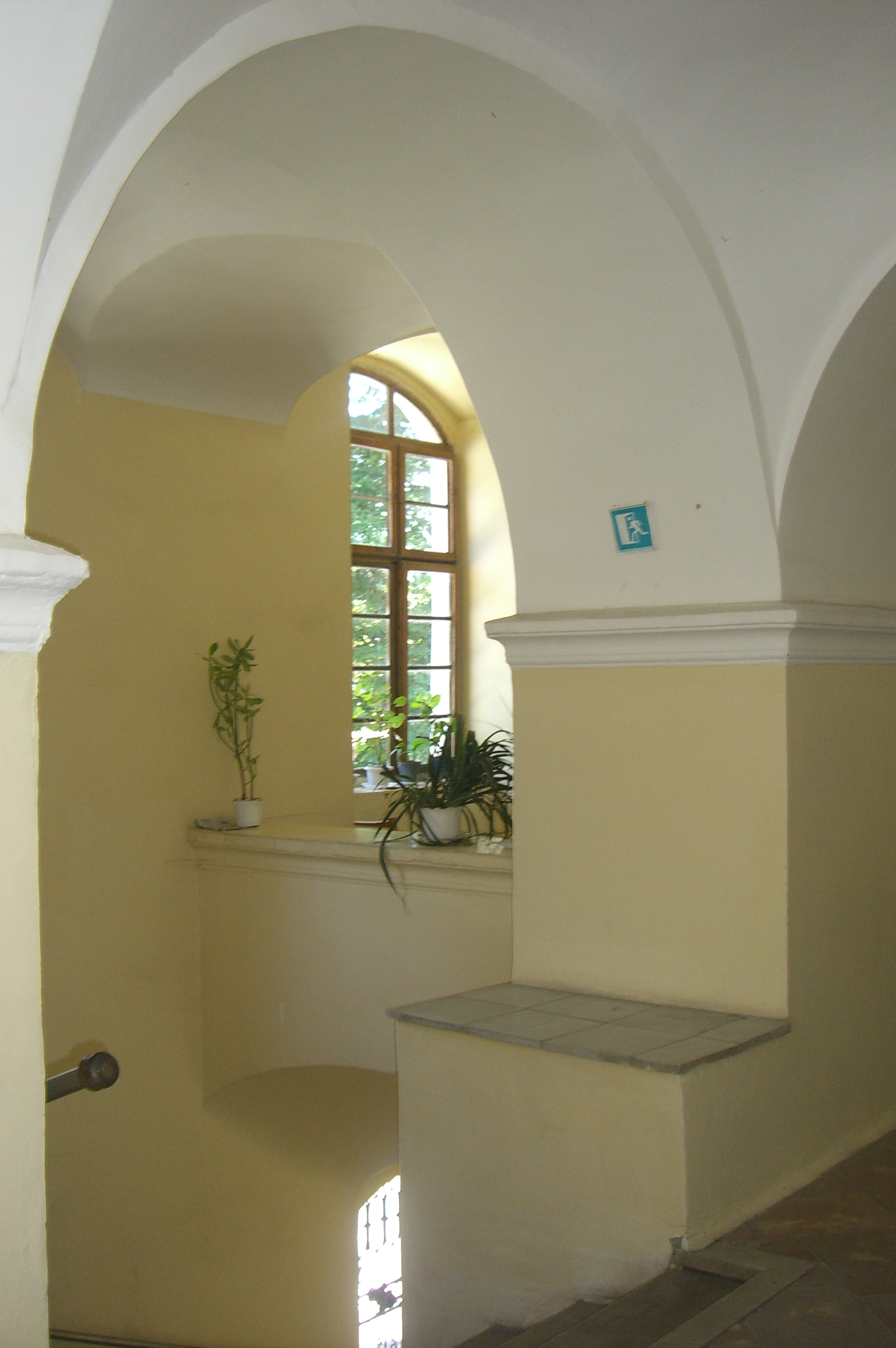
Paredes arqueadas cerca de las escaleras